# Samuel Latham Mitchill
Samuel Latham Mitchill (Hempstead, 20 agosto 1764 – New York, 7 settembre 1831) è stato un medico, naturalista e politico statunitense, che visse a Plandome.

## Biografia
Mitchill si laureò nel 1786 presso l'Edinburgh Medical College con il titolo di Dottore in Medicina, una formazione pagata da un suo ricco zio. 
 Tornato negli Stati Uniti, Mitchill completò gli studi di giurisprudenza. 

Mitchill insegnò chimica, botanica e storia naturale presso Il Columbia College dal 1792 al 1801 e fu il fondatore ed editore del The Medical Repository, la prima rivista medica degli Stati Uniti. Oltre alle sue lezioni di botanica, zoologi e mineralogia, Mitchill raccolse, identificò e classificò numerose piante ed animali, in particolare organismi acquatici. Fu eletto membro dell'Accademia Americana delle Arti e delle Scienze nel 1797.
Dal 1807 al 1826 insegnò presso il Collegio dei Medici e Chirurghi di New York ed aiutò ad organizzare il Rutgers Medical College del New Jersey, di cui fu vicepresidente fino al 1830.
Mentre era al Columbia College, Mitchill sviluppò una teoria della malattia, che, seppur rivelatasi poi fallace, promosse l'igiene personale e migliorò la situazione sanitaria.
Mitchill prestò servizio nell'Assemblea dello Stato di New York nel 1791 a nuovamente nel 1798 e fu eletto come rappresentante del Partito Democratico-Repubblicano alla Camera dei rappresentanti, rimanendovi dal 1801 fino al 22 novembre 1804, quando si dimise per concorrere alla elezione straordinaria di senatore rappresentante dello stato di New York presso il Senato degli Stati Uniti per il posto lasciato vacante dal senatore John Armstrong; eletto, rimase in Senato fino al 4 marzo 1809. Eletto nuovamente alla Camera dei Rappresentanti il 4 dicembre 1810, vi rimase fino al 4 marzo 1813.  Mitchill fu eletto membro della Società Americana di Antiquariato nel 1814.
Egli fu un forte sostenitore della costruzione del Canale Erie, sponsorizzato dal suo amico e compagno di partito DeWitt Clinton, con il quale era membro della New-York Institution.